# Тайлер, Стивен
Сти́вен Та́йлер (англ. Steven Tyler; при рождении Стивен Ви́ктор  Таллари́ко (англ. Steven Victor Tallarico); род. 26 марта 1948, Йонкерс, Нью-Йорк, США) — американский певец, автор песен, музыкант и актёр, наиболее известный как лид-вокалист группы Aerosmith.
В 1970-х и начале 1980-х Тайлер был также известен пристрастием к наркотикам и алкоголю. В ходе своих ярких и динамичных выступлений он обычно выходил на сцену в пёстрой и красочной одежде, его фирменным знаком стали микрофонные стойки с привязанными на них шарфами. Его имя находится на 99-й позиции в списке Величайших Вокалистов журнала Rolling Stone. Также он отмечен на 3-й строчке в хит-параде вокалистов 100 Parader's Metal.

## Биография
Родился 26 марта 1948 года в городе Йонкерс американского штата Нью-Йорк. Предки Стивена Тайлера со стороны отца (который также был музыкантом, но в области классической музыки) — итальянского и немецкого происхождения, а по линии матери — поляки и англичане. Стивен неоднократно упоминал, что по матери в нем присутствуют и украинские корни. Его дед по материнской линии, Феликс (брат писателя Флорианa Чарнышевичa), поменял свою фамилию с «Чернышевич» на «Бланча».
Второй ребёнок в семье. Сестра — Линда. Позже его семья переехала в Йонкерс, где Тайлер поступил в Высшую Школу имени Рузвельта. Был исключен за употребление наркотиков.
В 1970 году совместно с гитаристом Джо Пэрри основал группу Aerosmith. В группе, помимо вокала, играет сразу на нескольких инструментах: губная гармоника, клавишные, ударные, бас-гитара, мандолина, скрипка, флейта.
Осенью 1980 года Тайлер получил травму в аварии на мотоцикле, в результате чего он был госпитализирован на два месяца и не мог гастролировать.
Был дважды женат (с 1978 по 1987 год на Сиринде Фокс, с 1988 по 2006 год на Терезе Бэррик), у него четверо детей. Одна из них — известная актриса Лив Тайлер (дочь Биби Бьюэлл). Менее известна, однако, также снимается в кино и работает моделью другая дочь Стивена, Миа.
В 2007 году Стивен подписал договор с игровой компанией Activision на право использовать внешность и песни группы Aerosmith в игре Guitar Hero: Aerosmith (2008 год).
В ноябре 2009 года в своём онлайн-интервью Стивен Тайлер публично объявил об уходе из группы, но спустя 3 дня Стив опроверг эту информацию во время выступления с Джо Перри в его сольном проекте.
В декабре 2009 года находился на лечении от наркозависимости в реабилитационном центре.
9 ноября был приглашён на конкурс Miss Universe 2013, где возглавил жюри конкурса и исполнил знаменитый сингл «Dream On».
В августе 2024 года певец объявил о завершении гастрольной деятельности в связи с травмой голосовых связок. Полное восстановление после этой травмы невозможно.

## Дискография

### Совместная работа
| Год  | Песня                                          | Артист                                                  | Альбом                                       |
| ---- | ---------------------------------------------- | ------------------------------------------------------- | -------------------------------------------- |
| 1986 | «Walk This Way»                                | Run-D.M.C. приглашенный гость Стивен Тайлер и Джо Перри | Raising Hell                                 |
| 1988 | «Wild Thing»                                   | Sam Kinison; приглашенный гость Стивен Тайлер           | Have You Seen Me Lately?                     |
| 1989 | Various tracks                                 | Alice Cooper; приглашенный гость Стивен Тайлер          | Trash                                        |
| 1989 | «Slice of Your Pie»                            | Mötley Crüe; приглашенный гость Стивен Тайлер           | Dr. Feelgood                                 |
| 1989 | «Sticky Sweet»                                 | Mötley Crüe; приглашенный гость Стивен Тайлер           | Dr. Feelgood                                 |
| 1999 | «Roots, Rock, Reggae»                          | Bob Marley при участии Стивена                          | Chant Down Babylon                           |
| 2001 | «Misery»                                       | Pink при участии Стивена Тайлера и Ричи Самбора         | Missundaztood                                |
| 2002 | «Sing for the Moment»                          | Eminem при участии Стивена Тайлера и Джо Перри          | The Eminem Show                              |
| 2004 | «I'm a King Bee»                               | Стивен Тайлер и Джо Перри                               | Lightning in a Bottle Soundtrack             |
| 2005 | «Just Feel Better»                             | Santana при участии Стивена Тайлера                     | All That I Am                                |
| 2006 | «Three Chord Country and American Rock & Roll» | Keith Anderson при участии Стивена Тайлера              | Three Chord Country and American Rock & Roll |
| 2009 | «Cryin'» и «Smile»                             | Chris Botti при участии Стивена Тайлера                 | Chris Botti In Boston                        |
| 2013 | «Sex E Bizarre»                                | Orianthi при участии Стивена Тайлера                    | Heaven in This Hell (Deluxe Edition)         |

### Сольные работы

#### Альбомы
- We’re All Somebody from Somewhere (2016)

#### Синглы
| Год  | Песня                | Позиция в чарте |
| Год  | Песня                | US              |
| ---- | -------------------- | --------------- |
| 1998 | «I Love Trash»       |                 |
| 2010 | «Love Lives»         |                 |
| 2011 | «(It) Feels So Good» | 35              |

## Факты
- Снялся в главной роли в рекламном ролике сети фастфудов Burger King[8].
- Сыграл самого себя в эпизодической роли сериала «Два с половиной человека».
- Владеет первым автомобилем Hennessey Performance Venom GT Spyder[9], Panoz AIV Roadster[10].
- В конце 2015 года запустил благотворительный фонд Janie’s Fund, направленный на повышение осведомленности и помощь девушкам, которые стали жертвами сексуального насилия. В рамках фонда Тайлер сотрудничает с Youth Villages. Название фонда отсылает к хиту Aerosmith Janie’s Got a Gun 1989 года[11].